# Påskekrisen (1948)
|  | For den parlamentariske krise, der opstod, da Kong Christian X afskedigede Ministeriet Zahle II, se Påskekrisen (1920) |
Påskekrisen var en krise, der opstod i Danmark i ugerne op til påsken i 1948, da danske regering modtog en række efterretninger, der kunne tyde på en umiddelbart forestående sovjetisk aktion mod et af de nordiske lande, formentlig Danmark. Krisen illustrerede Danmarks manglende evne til at forsvare sit territorium, men desuagtet fastholdt den danske regering ambitionen om at forsvare landet i tilfælde af et angreb, i modsætning til situationen i 1940, hvor Danmark ikke ydede modstand ved den tyske invasion. 
Det viste sig, at rygterne om sovjetisk invasion og kommunistisk magtovertagelse var grundløse. Krisen medførte, at Danmark tilnærmede sig planerne om enten at tilslutte sig en transatlantisk forsvarsalliance eller et nordisk forsvarsforbund. 

## Baggrund
I de første år efter afslutningen af 2. verdenskrig sås øget spænding mellem på den ene side de vestlige sejrherrer USA og Storbritannien og til dels Frankrig og på den anden side Sovjetunionen. Sovjetunionen havde befriet en række østeuropæiske lande fra den nazi-tyske besættelse, men havde hurtigt støttet en kommunistisk magtovertagelse i de befriede lande, der gjorde de befriede lande til sovjetiske vasalstater. De baltiske stater var blevet annekteret af Sovjetunionen, kommunisterne overtog magten i Polen i 1947, i Ungarn var der massivt kommunistisk pres på regeringen, Rumænien var besat af USSR, der ligeledes strammede grebet om det besatte Østtyskland. I Tjekkoslovakiet havde et sovjetisk støttet kup bragt kommunisterne til magten i februar 1948. Pragkuppet udløste ængstelse  i Vesten og i Danmark. Senere i februar 1948 havde Sovjetunionen fremsat et tilbud til Finland om en venskabs-, bistands- og samarbejdspagt, hvilket udløste betydelig uro om Sovjetunionens hensigter i Norden.
Danmark havde efter krigens afslutning fastholdt sin neutralitet og var uden alliancepartner. Situationen for Danmark var imidlertid således, at landet var ude af stand til at forsvare sig selv, hvilket den socialdemokratiske forsvarsminister Rasmus Hansen orienterede Udenrigspolitisk Nævn om i januar 1948. Det kommunistiske kup i Tjekkoslovakiet og kritik af Danmarks hævdede samarbejde med Vestmagterne i den sovjetiske presse lagde yderligere pres på den danske socialdemokratiske regering, der i marts 1948 anmodede forsvaret om udarbejdelse af forsvarsplaner, der kunne forsvare Danmark "med meget kort varsel" i tilfælde af krænkelse af den danske neutralitet. Sideløbende modtog regeringen rygter om en forestående magtovertagelse fra danske kommunister, hvoraf mange formodedes at være i besiddelse af våben fra modstandskampen, ligesom der verserede rygter om, at der var nedkastet våben i bl.a. Dyrehaven nord for København. Den danske ambassade i USA rapporterede, at Danmark ikke kunne forvente hjælp fra USA i tilfælde af sovjetisk aggression, med mindre Danmark selv ydede alvorlig og energisk modstand mod en invasionsstyrke. Det var forventningen, at USA og Vestmagterne ville reagere på en sovjetisk aggression i Central- og Sydeuropa, hvorimod det neutrale Skandinavien var vanskeligt at forsvare for Vestmagterne, i hvert fald uden en energisk forsvarsindsats fra disse lande selv. Den danske regering anmodede i marts 1948 om amerikansk våbenhjælp for at tilkendegive sin forsvarsvilje.
Den 17. marts 1948 etablerede Storbritannien, Frankrig, og de tre Benelux-lande en forsvarspagt, kaldet Vestunionen, men uden deltagelse af de neutrale skandinaviske lande. Samme dag havde den amerikanske præsident Truman i en tale til senatet understreget vigtigheden af, at angrebne lande selv forsvarede sig som en forudsætning for amerikansk hjælp, ligesom Truman kom ind på den usikre situation i Skandinavien.

## Krisens forløb
De tiltagende rygter om en sovjetstøttet kommunistisk magtovertagelse eller en egentlig invasion fik den danske regering til den 20. marts 1948 at nedsætte en forsvarsstab for alle tre værn, der skulle udarbejde en egentlig forsvarsplan i tilfælde af et angreb. Den 22. marts 1948 blev det besluttet at inddrage påskeorloven for en række af de danske soldater, der således ikke ville blive hjemsendt fra kasernerne under påsken. Onsdag den 24. marts 1948 (dagen før skærtorsdag) orienterede statsminister Hans Hedtoft Udenrigspolitisk Nævn om, at hæren og politiet var i forhøjet beredskab og havde intensiveret overvågnings- og patruljeringsopgaver. Der blev placeret bevæbnede danske krigsskibe ved Anholt, Læsø og Samsø. Samme dag blev befolkningen gennem radioen opfordret til at indrapportere alt "som kan være rettet mod den danske stats eller det danske folks sikkerhed". I påskedagene havde politiet og flere hjemmeværnsforeninger udstationeret mandskab i Dyrehaven, hvor der gik rygter om, at der ville ske nedkastning af sovjetiske faldskærmstropper.  
Der herskede en dramatisk stemning over påsken, men der skete ingen invasion eller forsøg på magtovertagelse og allerede fra tirsdag den 30. marts 1948 blev det forhøjede beredskab gradvist afviklet. USA meddelte den 5. april 1948, at den danske forespørgsel om våbenhjælp ikke kunne imødekommes, men at man havde noteret den danske forsvarsvilje, som var en forudsætning for amerikansk hjælp.

## Efterspil
Påskekrisen, og forløbet op til denne, havde udstillet Danmarks udfordringer ved at forblive en alliancefri neutral nation under den begyndende kolde krig. Krisen blev derfor på mange måder en katalysator for, at der blev fundet en permanent sikkerhedspolitisk løsning for Danmark. Venstre og Konservative ønskede en dansk tilslutning til Vesten, men den socialdemokratiske regering ønskede at fastholde en dansk neutralitet og så med bekymring på Vestunionen og ønskede i stedet en skandinavisk forsvarsalliance, der kunne værne om den danske neutralitet. Der havde inden påskekrisen været tale om en sådan alliance, og efter påsken i 1948 blev disse drøftelser intensiveret. Hverken Norge eller Sverige delte imidlertid den danske socialdemokratiske regerings interesser, og i februar 1949 blev forhandlingerne endeligt afbrudt, da Norge meddelte, at man foretrak en løsning for Norges sikkerhed i form af medlemskab af Atlantpagten. En dansk-svensk forsvarsalliance havde ikke svensk interesse, og den socialdemokratiske regering så herefter ingen anden udvej end at opgive neutraliteten og lade Danmark tilslutte sig Atlantpagten ligesom Norge.
Påskekrisen medførte også, at der skete en formalisering af de mange hjemmeværnsforeninger, der blev samlet i et statsligt Hjemmeværn. Loven om Hjemmeværnet blev vedtaget i juli 1948 og trådte i kraft den 1. april 1949.